# الإنسان العاري: الدكتاتورية الخفية للرقمية
الإنسان العاري: الدكتاتورية الخفية للرقمية هو كتاب للمؤلفين:مارك دوغان و كريستوف لابي و الذي صدر باللغة الفرنسية تحت عنوان:(L'Homme nu. La dictature invisible du numérique) سنة 2016، ترجمه إلى اللغة العربية: سعید بنگراد ،و صدرت طبعته الأولى سنة 2020 عن المركز الثقافي للكتاب بالدار البيضاء في المغرب.
يصرح صاحبا الكتاب أن الهدف منه ليس التوقف عند الآثار الإيجابية للثورة الرقمية، بل ينصب على دراسة التهديد الكبير الذى تمثله على الحرية الفردية والحياة الخاصة وعلى حقنا في الحميمية، وفي الاعم، التوقف عند الخطر الذي تمثله على الديمقراطية.

## ملخص الكتاب
يتناول الكتاب موضوعات مثل البيانات الضخمة (Big Data) و المراقبة الرقمية و الخصوصية، وتأثير الشركات التكنولوجية الكبرى مثل جوجل وفيسبوك على الديمقراطية والحريات الفردية. كما يرصد المعلومات التي يتم تجميعها عن الحياة الخاصة للأفراد و إمكانيات استغلالها بشكل سلبي.
حيث أرغمت الثورة الرقمية بخوارزمياتها المتطوِرة البشرية على تقديم معلوماتهم الصحية والنفسية والفكرية طواعية ودون إكراه.
و يقدم المؤلفان تعريفا لـ"الإنسان العاري" في العصر الرقمي السائد باعتباره ذلك الشخص الذي يتم اختزاله إلى مجرّد "مستهلك ومنتج للمعطيات" التي يمكن استخدامها في العديد من المشارب التي تمتد من التسويق والتجارة إلى الأمن والدفاع.

## اقتباسات
- إن الديمقراطيات تختنق، وكذا الأنظمة التي تمثلها فهل سيبقى للتصويت كل أربع أو خمس سنوات من دلالة عندما تكون البيغ داتا في سنوات قليلة قادرة على معرفة آنية لمضمون رد فعل كل فرد على كل اقتراح حول تنظيم جماعي للمجتمع؟.
- إن لم تدفع ثمن شيء ما فأنت لست زبونا بل أنت منتج كما يقول المثل.
- هل تعرفون قاعدة غابور Gabor؟ إنها منقوشة في لوحات قانون البيغ داتا فحسب الفزيائي الهنغاري دونيس غابور، مخترع الهولوغرافيا والحاصل على جائزة نوبل سنة 1971 "كل ما يمكن القيام به تقنيا يجب أن يُنجز ، دون مراعاة لمقبوليته الأخلاقية "